# Henryk Batowski

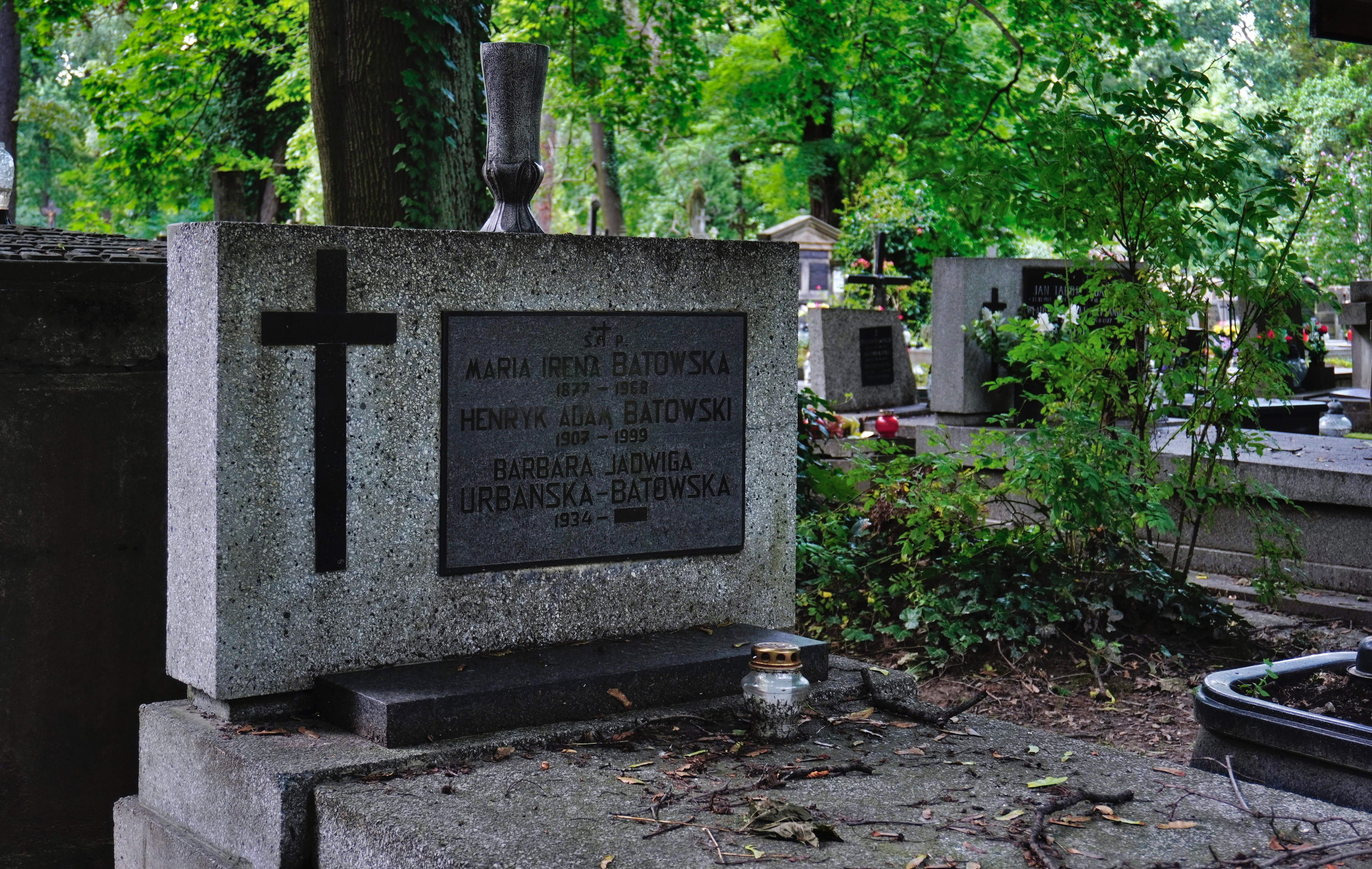
Grób Henryka Batowskiego na cmentarzu Rakowickim w Krakowie

Henryk Adam Batowski (ur. 12 maja 1907 we Lwowie, zm. 25 marca 1999 w Krakowie) – polski historyk i slawista, profesor Uniwersytetu Jagiellońskiego.

## Życiorys
Był synem znanego malarza lwowskiego Stanisława Kaczor-Batowskiego. Brał udział w wojnie polsko-bolszewickiej 1920 roku jako trzynastoletni ochotnik.
Historię i slawistykę studiował na Wydziale Humanistycznym Uniwersytetu Jana Kazimierza we Lwowie. Tam, w okresie studiów, przynależał do korporacji akademickiej Leopolia. Studia kontynuował w Pradze. Tam też obronił pracę doktorską pt. Czeski materiał językowy w kronice XIX-wiecznego pisarza i kanonika praskiego Kosmy.
W 1928 odbył staż naukowy w Paryżu. W 1930 wyjechał na Bałkany, gdzie był korespondentem Słowa Polskiego i Kuriera Warszawskiego. Swoją misję w regionie bałkańskim zakończył w 1935. W czerwcu 1939 habilitował się na Wydziale Filozoficznym Uniwersytetu Jagiellońskiego z historii nowożytnej Półwyspu Bałkańskiego.
6 listopada 1939 został aresztowany wraz z innymi profesorami UJ przez Niemców w ramach tzw. Sonderaktion Krakau i uwięziony w obozie koncentracyjnym w Sachsenhausen a następnie w Dachau. Dzięki staraniom ambasadora Jugosławii w Berlinie, znanego pisarza i późniejszego laureata literackiej nagrody Nobla Ivo Andricia, został uwolniony po ponad rocznym pobycie w obozach koncentracyjnych. Powrócił do Krakowa, w latach 1942–1945 uczestniczył w tajnym nauczaniu, a od 1944 wykładał i kierował konspiracyjną Szkołą Nauk Politycznych.
Po wojnie podjął pracę na Uniwersytecie Jagiellońskim, był pierwszym zastępcą przewodniczącego Komitetu Słowiańskiego w Polsce. W listopadzie 1956 otrzymał nominację na profesora nadzwyczajnego, a w 1967 został mianowany na profesora zwyczajnego a także na stanowisko kierownika Zakładu Historii Powszechnej Najnowszej UJ. Funkcję tę pełnił do emerytury w 1977. W 1966 pełnił naukową opiekę nad przebywającym na stypendium w Krakowie Normanem Daviesem.
Zmarł w Krakowie, pochowany 1 kwietnia 1999 na cmentarzu Rakowickim w Krakowie (kwatera VIII-7-20).

## Ważniejsze prace
- 1938: Państwa bałkańskie 1800–1925. Zarys historii dyplomatycznej i rozwoju terytorialnego
- 1948: Zwięzły zarys dziejów słowiańszczyzny. PKZG Kraków 1948
- 1965: Rozpad Austro-Węgier 1914–1918 (sprawy narodowościowe i działania dyplomatyczne)
- 1968: Austria i Sudety 1919–1938 zabór Austrii i przygotowania agresji na Czechosłowację
- 1969: Agonia pokoju i początek wojny (sierpień–wrzesień 1939)
- 1972: Kieszonkowy słownik słowacko-polski i polsko słowacki. Cz. 1–2, 14000 wyrazów i zwrotów słowackich, 14000 wyrazów i zwrotów polskich
- 1973: Zdrada monachijska sprawa Czechosłowacji i dyplomacja europejska w roku 1938
- 1977: Europa zmierza ku przepaści
- 1981: Rok 1940 w dyplomacji europejskiej
- 1984: Walka dyplomacji hitlerowskiej przeciw Polsce 1939–1945, Wydawnictwo Literackie, ISBN 83-08-01217-5
- 1988: Między dwiema wojnami 1919–1939
- 1995: Zachód wobec granic Polski 1920–1940, Wydawnictwo Łódzkie, ISBN 83-218-0970-7

## Ordery i odznaczenia
- Krzyż Komandorski z Gwiazdą Orderu Odrodzenia Polski (1997)[4]
- Krzyż Oficerski Orderu Odrodzenia Polski[5]
- Krzyż Kawalerski Orderu Odrodzenia Polski
- Złota Odznaka „Za Pracę Społeczną dla miasta Krakowa” (1969)[6]
- Order Chorwackiej Jutrzenki (Chorwacja)
- Order Cyryla i Metodego I klasy (Bułgaria)[5]
- Order Lwa Białego V klasy (Czechosłowacja, 1957)[7]
- Order Jugosłowiańskiej Flagi ze Złotym Wieńcem (Jugosławia)
- Order Jugosłowiańskiej Gwiazdy ze Złotym Wieńcem (Jugosławia)
- Medal Františka Palackego (Czechy)